# Lehr
Lehr – miasto w Stanach Zjednoczonych, w stanie Dakota Północna, w hrabstwie Logan.